# Адзума (вулкан)
Адзума (яп. 吾妻小富士 Адзума-кофудзи, «Адзума — маленькая Фудзи») — вулкан на острове Хонсю западнее Фукусимы, Япония.
Адзума является вулканическим комплексом, состоящим из стратовулканов, щитовых вулканов, вулканических куполов, шлаковых конусов. Наивысшая точка — 2035 метров. Сложен преимущественно базальтами и андезитами, которые образовались на третичных осадочных породах и гранодиоритах. Наиболее молодой горой вулканического комплекса является Хигаси. Исторические извержения носили фреатический характер.
Начиная с 5700 г. до н.э. вулкан извергался более двух десятков раз. В 1893 году при исследовании вулкана погибли 2 учёных, когда вулкан выбросил большое количество пара. Последняя значительная вулканическая активность вулкана проявлялась в декабре 1977 года в виде взрывных и фреатических извержений. В 2001 году наблюдалась сейсмическая активность.
Вулкан активен, об этом говорит наличие горячих источников (онсэн). Является популярным туристическим местом.